# لوري بيكهام
لوري بيكهام (بالإنجليزية: Lawrie Peckham) هو منافس ألعاب قوى أسترالي، ولد في 4 ديسمبر 1944 في ملبورن في أستراليا.

## وصلات خارجية
- لوري بيكهام على موقع الاتحاد الدولي لألعاب القوى (الإنجليزية)
- لوري بيكهام على موقع النتائج التاريخية لألعاب القوى الأسترالية (الإنجليزية)
- لوري بيكهام على موقع اللجنة الأولمبية الدولية (الإنجليزية)
- لوري بيكهام على موقع أوليمبيديا (الإنجليزية)
- لوري بيكهام على موقع اللجنة الأولمبية الأسترالية (الإنجليزية)